# 1448
Cette page concerne l'année 1448  du calendrier julien.
L'année 1448 est une année bissextile qui commence un lundi.

## Événements

### Asie
- Début de la rébellion de Deng Maoqi en Chine[1]. Le soulèvement au Fujian et au Zhejiang se solde par un million de morts (fin en 1449).
- Début du règne du roi d'Ayutthaya Boromtrailokanat (en) (fin en 1488)[2]. Il renforce l'autorité royale face au pouvoir des gouverneurs de province, en organisant une administration centralisée. Il entre en conflit avec le Lan Na et son roi Tilokaracha (de) (1441-1487) et le Lan Xang au Laos.

### Europe
- 17 février : concordat de Vienne, dit concordat germanique, entre l’Autriche et l’Église (élection des bénéficiers par les chapitres cathédraux et abbatiaux, confirmation par le pape). Il restitue au pape tous les droits que lui a enlevés le concile de Bâle et provoque l’indignation des clercs allemands qui pensent avoir été privés de leurs libertés traditionnelles[3].
- 18 - 23 février : le prince de Moldavie Roman II Muşat est renversé par Pierre II Muşat[4], aidé par Jean Hunyadi (fin en octobre 1448). Pierre cède en échange au gouverneur de Hongrie la forteresse de Kilia à l’embouchure du Danube[5].

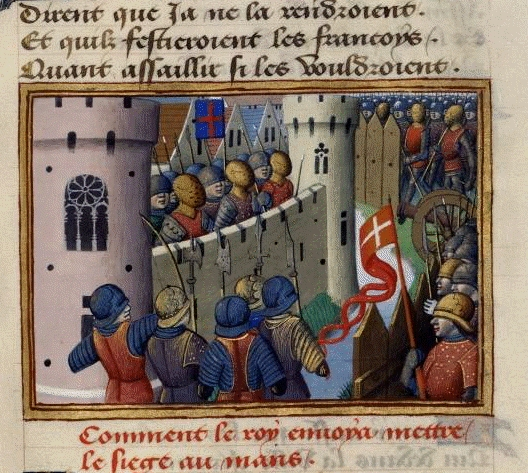
16 mars : reprise du Mans

- 16 mars : reprise du Mans par les Français qui l'enlèvent aux Anglais[6].
- 30 mars : fondation du Queens' College (Cambridge)[7].
- 28 avril : une ordonnance royale crée le corps des francs-archers en France (chaque groupe de cinquante feux devra en fournir un[8].
- 6 mai : fondation du Magdalen Hall, futur Magdalen College à Oxford[9].
- 20 juin : Charles VIII Knutsson (1409-1470) est élu roi de Suède. Il est couronné le 29[10].
- 29 juin : après l’échec d’un coup de main sur Constantinople, la flotte du sultan Murat II met le siège devant Kilia, mais est repoussée par les Hongrois qui incendient les bateaux[11].
- 4 - 24 juillet : le concile de Bâle se transporte à Lausanne[12].
- 3 septembre, Bohême : le chef des utraquistes Georges de Podiebrady s'empare de Prague. Il chasse de la ville Ulrich de Rozmberk (de) ce qui provoque la fuite des autorités catholiques et la guerre civile[13]. Podiebrady est élu régent du royaume par la diète réunie à Kutná Hora en 1452[14].
- 28 septembre : Christian Ier d’Oldenbourg (1426-1481) est élu roi de Danemark à Viborg[15]. Une nouvelle dynastie règne sur le Danemark.
- Septembre : Jean Hunyadi et ses croisés passent le Danube et entrent en Serbie[16].
- 17 - 18 octobre : Murat II vainc les croisés de Jean Hunyadi à la seconde bataille de Kosovo (Kosovopolje). La Serbie est occupée définitivement[16]. Hunyadi est fait prisonnier par le despote serbe Georges Brankovic, qui le libère contre une rançon de 100 000 florins, la restitution de ses domaines confisqués en Hongrie et les fiançailles du fils aîné de Jean Hunyadi, Lázló, avec Élisabeth, fille de Catherine Brankovic et d’Ulrich de Cillei.
- 18 octobre : Francesco Sforza conclut un pacte avec Venise contre la République ambrosienne[17].
- 31 octobre[18] : mort de l'empereur byzantin Jean VIII Paléologue. Son frère Constantin XI Paléologue Dragasès, despote de Morée, est proclamé empereur à Mistra en 1449.
- Octobre - novembre : Vlad l'Empaleur, fils de Vlad Dracul, appuyé par les Ottomans, s’empare du trône de Valachie[19]. Au retour de Kosovo de Vladislav II de Valachie, il doit partir en exil en Moldavie puis en Hongrie (fin en 1456).
- Novembre, Saintes-Maries-de-la-Mer, France : « invention », c'est-à-dire découverte des reliques des saintes Maries Jacobé et Salomé[20].
- 16 décembre : Louis de Campo Fregoso est élu doge de Gênes (fin en 1450)[21].
- 5 décembre[22] : l’Église russe orthodoxe se proclame indépendante de Constantinople et choisit elle-même son propre patriarche, Jonas, évêque de Riazan. Début, de facto, de l’autocéphalie de l’Église russe.

- Stefan Vukčić se révolte contre le roi de Bosnie, s’empare de la région de Hum et prend le titre ducal (« Herzeg »). Il donne à son duché indépendant le nom d’Herzégovine[23].
- Tremblement de terre à Naples[24].